# Rolf Händler
Rolf Händler (* 1938 in Halle (Saale) – 2021 in Berlin) war ein deutscher Maler, der an der Kunsthochschule Berlin-Weißensee studiert hat und in der Tradition der Berliner Malerschule steht.

## Leben und Werk
1938 in Halle/Saale geboren, begann Rolf Händler 1952 eine Lehre als Retuscheur in der Graphischen Kunstanstalt und Klischeefabrik in Halle, bevor er 1956 sein erstes Studium der Gebrauchsgrafik an der Fachschule für angewandte Kunst Magdeburg aufnahm, das er 1959 mit dem Examen abschloss.
Nach vorübergehender Tätigkeit bei der Deutschen Werbeagentur in Dessau (u. a. mit Gerhard Lahr) folgte von 1961 bis 1966 ein zweites Studium der Malerei an der Kunsthochschule Berlin-Weißensee. Anschließend absolvierte er ein Meisterschülerstudium an der Akademie der Künste (Berlin) bei Karl Erich Müller. Seit 1972 war Händler freiberuflich als Maler und Grafiker in Berlin tätig. Er war bis 1990 Mitglied des Verbands Bildender Künstler der DDR und hatte in der Zeit der DDR eine bedeutende Zahl von Einzelausstellungen und Ausstellungsbeteiligungen im In- und Ausland, u. a. von 1972 bis 1988 an der VII. bis X. Kunstausstellung der DDR in Dresden.
Händlers malerisches Werk umfasst alle klassischen Genres, besondere Bedeutung erlangen jedoch die Porträts und Stillleben. In seinen Porträts scheinen sich die schemenhaften Körper fast im Bildraum aufzulösen, die Figuren blicken den Betrachter nicht selten direkt an, Perspektive scheint hierbei völlig aufgehoben. Die Stillleben lösen sich inhaltlich von der Vanitas-Motivik, in ihnen geht es vielmehr um den sinnlichen Reichtum alltäglicher Gegenstände. Ein weiterer Themenkomplex in seinem Œuvre bildet die Landschaft, die sich von weitläufigen Landschaftspanoramen bis hin zu intimen Garten- und Reisebildern spannt. Besonders hervorzuheben sind die Bilderserien „Aufbruch“, „Berliner Mauer“ und „Beschneidung der Engel“ aus den Jahren 1987–1990.
Stilistisch folgt Händler einer impressiven, sehr malerischen Bildauffassung. Da er schon früh zu seiner eigenen Handschrift fand, ist sein Werk geprägt von einer bemerkenswerten Beständigkeit.
Auffallend sind der pastose Farbauftrag und der lebendige Pinselduktus, die den Bildern eine große Dynamik verleihen. Auch durch seine überschwänglich-vibrierende Malweise wirken seine Bilder manches Mal entrückt und nähern sich der Abstraktion. Charakteristisch ist zudem Händlers reduzierte Farbpalette, die vornehmlich zwischen Grün-, Braun- und Ockertönen changiert und eine zarte melancholische Bildstimmung erzeugt.
Händler war mit der Textilgestalterin Ute Händler(* 1941) verheiratet.

## Werke in Museen und öffentlichen Sammlungen
- Aachen, Ludwig Stiftung
- Berlin, Akademie der Künstler
- Berlin, Nationalgalerie (u. a. Selbstporträt im Atelier; Öl auf Leinwand. 1978)[4]
- Berlin, Märkisches Museum
- Bonn, Haus der Geschichte
- Dresden, Gemäldegalerie Neue Meister (Atelierinterieur; Öl auf Leinwand. 1979)[4]
- Dresden, Museum für Kunsthandwerk (Schüssel, Ton, glasiert, bemalt. 1980)[4]
- Erfurt, Angermuseum (Atelierecke mit rundem Tisch; Öl auf Leinwand, 1979)[4]
- Gera, Kunstsammlung Gera, Otto-Dix-Haus (Prof. Heinz Lüdecke auf dem Totenbett; Graphitzeichnung. 1972)[4]
- Frankfurt/Oder, Museum Junge Kunst
- Göttingen, Städtisches Museum
- Halle/Saale, Kunstmuseum Moritzburg
- Kiel, Stadtmuseum
- Köln, Peter und Irene Ludwig Stiftung
- Leipzig, Museum der bildenden Künste
- Magdeburg, Kulturhistorisches Museum
- Oberhausen, Ludwigs-Galerie Schloss Oberhausen (Atelierinterieur mit Selbstbildnis. Gemälde. 1987)[4]
- Potsdam, Museum Barberini
- Stralsund, Kulturhistorisches Museum[5]

## Ausstellungen

### Einzelausstellungen (Auswahl)
- 1970 Halle/Saale, Galerie im 1. Stock (mit Sabine Grzimek und Wulff Sailer)
- 1976 Dresden, Leonhardi-Museum; Leipzig, Galerie am Sachsenplatz
- 1977 Berlin, Galerie Arkade
- 1978 Magdeburg, Kleine Galerie des Staatlichen Kunsthandels; Neubrandenburg, Haus der Kultur und Bildung (mit Hans-Otto Schmidt)
- 1979 Berlin, Galerie am Prater
- 1980 Berlin, Galerie im Alten Museum
- 1981 Leipzig, Galerie am Sachsenplatz (mit Manfred Böttcher); Stralsund, Kulturhistorisches Museum; Karl-Marx-Stadt, Galerie Schmidt-Rottluff
- 1982 Potsdam, Staudenhofgalerie
- 1983 Berlin, Humboldt-Universität
- 1984 Kiel, Galerie am Eichhof (mit Ute Händler)
- 1985 Straßburg, Kleine Galerie (Kulturbund)
- 1986 Cortina d’Ampezzo, Galleria d’arte Piccinini
- 1987 Bech-Kleinmacher/Luxemburg, Galerie Sunnen; Cottbus, Galerie Carl Blechen (mit Baldur Schönfelder)
- 1988 Berlin (Lichtenberg), Studie Bildende Kunst
- 1989 Berlin, Altes Museum (einschließlich Veröffentlichung des 1. Werkverzeichnisses); Rostock, Kunsthalle; Bukarest, Kunsthaus
- 1990 Wiesloch, Kulturhaus des Kunstkreises Südliche Bergstraße (mit Katalog)
- 1992 Berlin, Deutsche Bank AG
- 1996 San Diego (Kalifornien), La Jolla Athenaeum
- 1997 Bonn, Bundeskanzleramt (mit Katalog)
- 1999 Berlin, Raab Galerie; Berlin, Privatbank Merck, Fink & Co.
- 2005 Neuruppin, Fontanezentrum (mit Katalog); San Diego (Kalifornien), La Jolla Athenaeum
- 2011 Berlin, Galerie Nierendorf (mit Katalog)
- 2013 Berlin, Galerie Schwind
- 2013 Leipzig, Galerie Schwind
- 2015 Frankfurt, Galerie Schwind
- 2016 Berlin, Galerie Schwind
- 2019 Berlin, Galerie Schwind, Mauerbilder
- 2022 Berlin, Galerie Schwind, Konzertbesuch

### Gruppenausstellungen (Auswahl)
- 1977 Bari (Italien), Castello Svevo, Giovanni Artista nella RDT
- 1981 Basel, Kunstmesse
- 1982 Stockholm, Internationale Kunstmesse
- 1983 Stockholm, Königliche Akademie, Kunstausstellung der DDR
- 1984 Paris, FIAC, Kunstmesse
- 1985 Locarno, Galleria Verbano (u. a. mit Wieland Förster und Rolf Schubert)
- 1988 Berlin, Galerie Brusberg (mit Werner Tübke, Wolfgang Mattheuer)
- 1989 Emden, Kunsthalle (mit Heisig, Tübke, Mattheuer, Metzkes)
- 1992 Oberhausen, Städtische Galerie, Ludwig-Institut für Kunst der DDR
- 1994 Berlin, Galerie Brusberg[6]
- 2006 Berlin, Raab Galerie mit Daniel Spoerri, Rainer Fetting, Donald Sultan, Karl Horst Hödicke u. a.
- 2008 Berlin, Expressionale am Potsdamer Platz
- 2014 Berlin, Raab Galerie (25 Jahre Mauerfall) mit Armando, A. R. Penck u. a.
- 2016 Fürstenwalde, Kunstgalerie Altes Rathaus Land, Stadt, Land – Blicke auf Berlin und Brandenburg – Bilder aus der Sammlung des Rundfunk Berlin-Brandenburg mit Otto Antoine, Manfred Besser, Lutz Brandt, Manfred Butzmann, Christo, Klaus Fußmann, Thomas Hartmann, Ingo Kühl, Harald Metzkes, Arno Mohr, Kurt Mühlenhaupt, Karl Oppermann, Barbara Raetsch, Frank Rödel, Karin Sakrowski, Hans-Otto Schmidt, Herbert Tucholski, Ulla Walter u. a., 2016.[7]
- 2018 Berlin, Raab Galerie (40 Jahre) mit Luciano Castelli, Hubertus Giebe, Elvira Bach u. a.
- postum 2023: Magdeburg, Forum Gestaltung (Werke von Künstlern und Gestaltern der ehemaligen Fachschule für angewandte Kunst Magdeburg)